# 천강로
천강로(Cheongang-ro)은 경상북도 경주시 천북면에서 시작하여, 강동면을 거쳐 유금지하교까지 연결하는 도로이다.

## 노선 경로
- 삼거리 명칭 미상 - 천북로 (지방도 제925호선)
- 삼거리 명칭 미상 - 동산3길 (지방도 제925호선) ◆ 지방도 제925호선 진입 ↓ ◆
- 왕신교 (왕신지)
- 교량 명칭 미상 - 건포산업로 통과 (국도 제20호선)
- 왕신IC - 건포산업로 (국도 제20호선)
- 국당교 (형산강)
- 유금지하교 - 산업로 (국도 제7호선) ◆ 지방도 제925호선 진입 ↑ ◆
- 강동로와 직결 (강동 방향)

## 주요 건물 및 시설
- 왕신2리마을회관 - 경상북도 경주시 강동면 천강로 861
- 왕신보건진료소 - 경상북도 경주시 강동면 천강로 917
- 왕신1리마을회관 - 경상북도 경주시 강동면 천강로 928
- 국당2리마을회관 - 경상북도 경주시 강동면 천강로 1052-7
- 경동원 경주공장 - 경상북도 경주시 강동면 천강로 1096